# Jamie Staff
Jamie Alan Staff (Ashford, 30 aprile 1973) è un ex pistard britannico.

## Palmarès

### Olimpiadi
- 1 medaglia:
  - 1 bronzo (Pechino 2008 nella velocità a squadre)

### Mondiali
- 10 medaglie:
  - 3 ori (Ballerup 2002 nella velocità a squadre; Melbourne 2004 nel keirin; Los Angeles 2005 nella velocità a squadre)
  - 4 argenti (Palma di Maiorca 2007 nella velocità a squadre; Manchester 2008 nella velocità a squadre; Pruszków 2009 nella velocità a squadre)
  - 3 bronzi (Stoccarda 2003 nella velocità a squadre; Melbourne 2004 nella velocità a squadre; Palma di Maiorca 2007 nel km a cronometro)

### Giochi del Commonwealth
- 3 medaglie:
  - 2 argenti (Manchester 2002 nella velocità a squadre; Melbourne 2006 nella velocità a squadre)
  - 1 bronzo (Manchester 2002 nel km a cronometro)